# Phyllotis osgoodi
Phyllotis osgoodi és una espècie de mamífer rosegador de la família dels cricètids. És endèmic del nord-est de Xile. El seu hàbitat natural són les zones rocoses dels Andes. Es creu que no hi ha cap amenaça significativa per a la supervivència d'aquesta espècie, tot i que algunes poblacions estan afectades per la mineria.
L'espècie fou anomenada en honor del mastòleg estatunidenc Wilfred Hudson Osgood.